# Salamis duprei
Salamis duprei är en fjärilsart som beskrevs av Auguste Vinson 1864. Salamis duprei ingår i släktet Salamis och familjen praktfjärilar. Inga underarter finns listade i Catalogue of Life.